# 彌賽亞
彌賽亞或譯默西亞（羅馬化：Mašíaḥ，羅馬化：almsih，伊斯兰教汉译作麦西哈，景教譯彌施訶），基督宗教術語「受膏者」，常指“大祭司”、「以色列的王」、“聖者”或特指“彌賽亞：救世主耶穌”，意指受上帝指派，來拯救世人的救世主。基督教主張“拿撒勒人耶穌就是彌賽亞，因為耶穌的出現，應驗了許多舊約聖經中的預言”，伊斯兰教也認同耶穌就是彌賽亞，稱他為“麥西哈爾撒”；而猶太教信徒則予以否認，並仍然期待他們心中的彌賽亞來臨。
一些被指為異端和普遍認为是邪教的教派，其創辦人大多以彌賽亞自居，並且騙取他人財物與身體。例如麻原彰晃、文鮮明、又吉耶穌等。這些異端不符合各大經書的嚴格預言及條件。

## 釋義
彌賽亞來自於希伯來文（mashiyach），與希腊语词基督（Χριστός，khris-tos'）同义，直譯為受膏者。受膏是一種宗教儀式，經由先知，以聖膏油塗在候選者的頭上，確認此人是上帝所選中的人，將可以成為君主或是祭司。在阿拉伯語中مسح（masah）亦有擦拭之意。《舊約》記載的第一位受膏者是祭司亞倫，經由摩西為他執行受膏禮。數百年後，撒母耳為大衛執行受膏禮，宣告他將繼任，成為以色列王。
猶太教也用這個詞來指出自大衛家系的拯救者，由他帶領以色列國恢復大衛統治時期的輝煌盛世。

## 犹太教弥赛亚观
犹太教相信，弥赛亚的王国下，以色列民将全部回归耶路撒冷（包括彌賽亞將找回失落的十支派），万民都将归顺亚伯拉罕的主、以撒的主、雅各的主，世界将会迎来和平，昔日的恶人将从善，出现“豺狼会和羔羊同卧”的场面，仇敌变成朋友。而人们相信，橄榄山是弥赛亚的王国开始的地方。而在弥赛亚來到前会有战争和苦难，而在弥赛亚来到后，他要在政治上和靈性上拯救和治愈以色列人，把他們帶回以色列并重建耶路撒冷，重建聖殿，恢復对至高主的敬拜，恢復以色列往昔的宗教法庭及推行犹太律法，并將在以色列建立一個政府，成為無論是猶太人和外邦人，世界所有政府的中心。
在此前，犹太拉比为弥赛亚将是什么名字发生过争论，也曾有不少拉比与犹太人相信希西家就是已经降临的弥赛亚，但最后在塔木德中，这种观点被严厉斥责：“正义对至高主说，‘宇宙的主啊！以色列王大卫写出了那么多颂扬你的歌，你都没有使他成为弥赛亚，而对于你曾为他创造了那么多奇迹，他却连一支颂歌都没有为你写出的希西家，你难道要使他成为弥赛亚吗？”（sanh.94a）但毋庸置疑的是，弥赛亚必定是犹大氏族的子孙，是大卫的后人，因为：“权杖不离开犹大，柄杖不离他脚间。直到那掌权者来到，万民必将归顺。”“当你的日子满期与你祖先长眠时，我必在你以后兴起一个后裔，即你所生的儿子；我必巩固他的王权。是他要为我的名建立殿宇；我要巩固他的王位直到永远。”猶太經典認為彌賽亞會是一個被蔑視的學者（leper scholar）。
由于以色列民族一直受到殘忍的迫害與流浪，整個民族一直处于漂泊中，故犹太人禱告並且希望弥赛亚的降临，而以色列国将由主夺回并赐予以色列民族。也因此，现代的以色列与锡安主义被认为延缓了弥赛亚的到来，许多虔诚的犹太人拒绝世俗以色列国，甚至比周边的伊斯兰国家更加痛恨。“如果全以色列只忏悔一天，大卫之子便会立刻到来。如果以色列好好地守一次安息日，大卫之子便会立刻到来”（p.Tann.64a）于是，按照塔木德的指示，哈西德犹太教在以色列开展大规模的宣传活动，希望全民严格奉守犹太律法，以促成弥赛亚的早日来临。
同时，许多犹太人相信，每个人都有成为弥赛亚的潜质，有些人接近弥赛亚，但他们没能完成自己生时的任务，故这人就没能成为弥赛亚。但要符合經典的彌賽亞嚴格預言和條件非常難。

## 新約中论及的弥赛亚
《聖經新約》僅有約翰福音第1章與第4章提到“彌賽亞”一詞：《約》1:41：「他先找著自己的哥哥西門，對他說：『我們遇見彌賽亞了。』」彌賽亞譯出來就是基督。又《約》4:25：「婦人說：『我知道那稱為基督的彌賽亞要來；他來了，必將一切的事都告訴我們。』」
基督教方面宣称“《新约圣经》指出《旧约圣经》一直提及的弥赛亚就是木匠出生的拿撒勒人耶稣。《圣经》从几方面说明弥赛亚的身份。”以下“家系”、“预言”、“承认”是基督教方面的主观宣称，而非客观描述，也未体现其他宗教和非宗教界的观点。比如犹太教与基督教在耶稣身份上自古以来就有根本分歧。

### 家系
圣经旧约中上帝耶和華曾經告訴以色列人的祖先亞伯拉罕，應許的“苗裔”會是他的子孫。上帝也向亞伯拉罕的兒子以撒、以撒的兒子雅各，以及雅各的兒子猶大，提出同樣的應許。幾百年後，圣经揭示猶大的後人大衛王，彌賽亞會是他的後裔。馬太福音和路加福音證實，耶穌的確是大衛的後裔。耶穌的世系廣為人知。雖然人們猛烈反對耶穌，但從沒有人懷疑過耶穌是不是大衛的子孫。可見，耶穌出於大衛的世系是没有疑问的。耶穌升上天後37年，也就是公元70年，羅馬帝國因為行省猶太人暴動而出兵鎮壓並毁滅了耶路撒冷城，把猶太人的家譜全部毁掉，從此就再沒有人能證明自己是上帝應許的彌賽亞了。

### 圣经的预言
基督教方面有宣称希伯來語經卷有不少預言提到彌賽亞一生中的不同階段，这样的宣称包括：
- 以賽亞書第9章6節：「因有一嬰孩為我們而生；有一子賜給我們。政權必擔在他的肩頭上；他名稱為『奇妙策士、全能的神、永在的父、和平的君』」。
- 公元前8世紀，聖經的彌迦書預言，偉大的君王彌賽亞會在稱為伯利恆的小城出生。以色列有兩個城都叫伯利恆。預言清楚指出，彌賽亞會生於又叫以法他的那個伯利恆，也就是大衛王的出生地[10]。耶穌的父母約瑟和馬利亞原本住在拿撒勒，位於伯利恆北面約150公里。馬利亞懷孕期間，羅馬皇帝凱撒·奧古斯都下令羅馬帝國境內的人民回鄉登記户籍。約瑟只好帶着懷孕多月的馬利亞到伯利恆去，馬利亞就在那裡生下耶穌[11]。
- 公元前6世紀，聖經的但以理書預言，從頒布諭旨修復、重建耶路撒冷起，經過六十九個“七”的時期，稱為“彌賽亞”的領袖便會出現。[12]這段時期的每一個“七”指七年。根據聖經和世俗歷史的記載，重建耶路撒冷的諭旨在公元前455年頒布。[13]因此，從那一年算起，483年（69×7）之後，也就是公元29年，彌賽亞就會出現。上帝耶和华在那一年用聖靈膏立耶穌。當時耶穌成了“基督”（受膏的救主），也就是彌賽亞。[14]

### 耶和华的承认
基督教方面有如此的宣称“耶和華上帝親自作證，表明耶穌的確是彌賽亞。耶和華曾差遣天使告訴人，耶穌就是他應許的彌賽亞。耶穌在地上時，耶和華曾在天上發言，説耶穌是他所悦納的。耶和華上帝也賜給耶穌超過人的力量去施行奇迹。”

### 耶穌的預言
四福音書中記載關於耶穌預言未來的假彌賽亞現象與祂（真彌賽亞）的再來。
- 《馬可福音》第十三章21-22節：「那時若有人對你們說：『看哪，基督在這裏』，或說：『基督在那裏』，你們不要信。因为假基督、假先知將要起來、顯神蹟奇事，倘若能行，就把選民迷惑了。」第35節：「所以你們要儆醒、因为你們不知道家主甚麼時候來，或晚上、或半夜、或雞叫、或早晨。」
- 《馬太福音》第二十四章36節：「但那日子、那時辰，沒有人知道、連天上的使者也不知道，子也不知道，惟獨父知道。」

## 历史上的“弥赛亚”

### 西緬·巴爾·科克巴
公元132年，猶太教著名教士阿吉巴·本·約瑟稱呼西緬·巴爾·科克巴说“這位就是彌賽亞君王！”巴爾·科克巴位高勢强，擁有一支雄兵。許多猶太人以為拯救他們脱離羅馬世界霸權之手，終止他們長期以來所受壓迫的人終於出現了。可是，巴爾·科克巴卻一敗塗地，成千上萬的犹太人更因此賠上了性命。

### 12世纪也门的弥赛亚
在12世紀在也門有一位猶太彌賽亞出現。當地的哈里發（即統治者）請他提出一個標記去證明自己是彌賽亞。於是這位彌賽亞建議哈里發把他斬首，他會迅速復活而以此為證。哈里發一口答允——也門彌賽亞的故事就從此結束了。在同一個世紀，有個叫大衛·阿爾羅伊的人出現。他告訴中東的猶太人作好準備，隨他乘坐天使的翅膀飛返聖地。許多人相信他便是彌賽亞。巴格達的猶太人在房頂上耐心等候，雖然賊人趁機把他們的財物盜去，他們也滿不在乎。

### 沙巴泰·泽维
在17世紀，沙巴泰·泽维在伊兹密尔興起。他向全歐各地的猶太人宣稱自己是彌賽亞。基督徒也有聽信他的。泽维應許為跟從他的人帶來解放——方法是任由他們隨便犯罪。他的親信奉行秘密祭神儀式、赤身露體、肆意行淫，甚至做出亂倫的敗行來。然後他們鞭打自己、在雪裏赤身打滾，或把自己埋在冰冷的土堆裏，僅露出頭來懲罰自己。後來，泽维來到土耳其，給人捉着，迫他歸信伊斯蘭教，否則便要喪命。結果，泽维歸信了伊斯蘭教。他手下許多虔誠信徒的希望就此破滅。即使如此，在隨後兩個世紀，有些人仍把泽维稱為彌賽亞。

### 基督教国的弥赛亚
基督教國也有各種各式的彌賽亞興起。在12世紀，有個名叫坦凱爾姆的人招來大批跟從者，整個安特衛普城均受其控制。這位彌賽亞自稱為神，甚至把自己沐浴的水作为圣礼賣給跟從者喝。另一位“基督教”彌賽亞是16世紀在德國興起的托馬斯·閔采爾。他起來反抗當地的政府，並且告訴手下這便是哈米吉多頓。他曾应允用衣袖把敵人發射的炮彈接住。但結果是，他手下的黨徒慘遭屠殺，自己則被斬首。過去多個世紀，基督教國裏曾有不少這類的彌賽亞出現。

## 其它宗教
其他宗教也有自己的救世主。
- 祆教認為他們的教主瑣羅亞斯德即是彌賽亞預言之始。祆教認為自瑣羅亞斯德起每千年神會派一使者先知，第三位使者就是彌賽亞。名字代表光明的力量與名字代表黑暗的力量來爭戰。
- 伊斯蘭教同樣認為耶穌是彌賽亞，在古蘭經中多處將他稱為al-masih，但是不認為耶穌是神的兒子，而是一個普通人、一位非常重要的先知，他也沒有被釘死在十字架上，而是被提升到天上，將在末日來臨之前回到世上，戰勝這個世界從創世到末日最可怕的災難——al-masih al-dajjal，即基督教所說的敵基督，並將全世界的穆斯林團結起來，帶來一個很好的年代。伊斯蘭教認為在彌賽亞出現前會有假彌賽亞想取代真彌賽亞，假彌賽亞會自己妄稱上帝且主張完全放縱沒有法紀，被真彌賽亞否定。
- 《新大英百科全書》指出，“雖然佛教很少提及救世主的觀念，但相信有一位未來佛彌勒來引導眾生覺悟。有些信徒相信這位彌勒會從天界臨凡，把悟的人帶到兜率陀天彌勒內院去。”[17]
- 印度教的毗濕奴化身的濟世神，形同救世主的存在。
- 佛教现代学者以语言学分析起步为基础，认为弥勒可能与在中亚流行的密特拉（Mitra）神和印度的密多罗（Mitra）神有关。当代中国语言学家季羡林与学者钱文忠，进一步表示：基督教的救世主弥赛亚（Messiah）与佛家的弥勒（梵文：मैत्रेय Maitreya；巴利文：Metteyya）是同一个概念。Maitreya Bodhisattva ( Sanskrit ) or Metteyya Bodhisatta is the future Buddha in Buddhist eschatology.[原創研究？]佛教一般認為彌勒會在釋迦摩尼佛滅後56億7千萬年後降生。彌勒降生時的特徵是「没有鬥爭 」，世界和平。公元前約二百五十年，印度聯軍打敗亞歷山大部隊的阿育王，派出九個使團到世界各地弘揚佛法，其中第六使團去了希臘。相信佛教中的彌勒(Maitreya)信仰，影響了當時中東一帶人們對和平的期望，時間上亦對應舊約聖經七十士譯本的年代！
- 道教的紫微聖人在推背圖四十四象與四十七象預言，符合各大宗教一致預言殊為不易。

## 20世纪的弥赛亚
在20世紀，经历了两次世界大战，人類比以前更渴望有彌賽亞帶给人类和平。因此，許多人自稱為彌賽亞。1920、30和40年代，在非洲剛果，人們把西蒙·基班古及他的繼承人安德烈·“耶穌”·馬特斯瓦視為彌賽亞。這兩人已死去，但跟從他們的人仍期待他們回來，為非洲帶來一個千禧年。
在新幾內亞和美拉尼西亞，興起了“貨物崇拜”。奉行這種崇拜的人期望有一天，有船隻或飛機載着救主般的白人抵達，他們帶來財富及引進一個幸福的時代，屆時甚至死人也會復活。
在工業國家，有些是宗教領袖，例如文鮮明便自詡為耶穌基督的繼承人。他的理想是要結合手下虔誠的信徒，建立一個統一的大家庭以淨化世界。政治領袖們也曾試圖扮演彌賽亞的角色。例如纳粹德國元首阿道夫·希特勒夢想建立一個千年帝國。

## 纽约布鲁克林的弥赛亚
在以色列，街上的招貼、告示牌和霓虹燈廣告牌出現过以下的標語：“要為彌賽亞的來臨作好準備。”這項耗資40萬美元的宣傳運動是由猶太教儀式派（哈西德派猶太人的一個極端正統派）發動的。20世紀末期，在這個教派的25萬成員當中，有很多人相信他們的大拉比——紐約布魯克林的梅納赫姆·門德爾·施內爾松——便是彌賽亞。施內爾松主張，彌賽亞會在20世纪來臨。
據《新聞週刊》説，猶太教儀式派的要員堅稱，年屆90的拉比絶不會在彌賽亞來臨前死去。許多世紀以來，這個教派一直主張，每個世代至少會出現一個有資格作彌賽亞的人。在施內爾松的跟從者眼中，他便是這個具備資格的人，況且施內爾松也沒有指定任何繼承人。雖然如此，《新聞週刊》认为，大多數猶太人卻不承認施內爾松是彌賽亞。據《新聞日報》説，跟他對立的96歲拉比埃利澤·沙赫更把他稱為“假彌賽亞”。